# Street skating
Street – styl jazdy na deskorolce, rolkach i rowerach (BMX lub MTB), w którym do wykonywania ewolucji służą miejskie przeszkody będące elementami infrastruktury miejskiej; W Polsce (i nie tylko) zdominował jazdę na deskorolce. Tricki są często zapożyczone z innych dyscyplin rowerowych, np. dirt jumpingu.
Dzisiejsza forma streetu ma swoją genezę w kryzysie gospodarczym lat 80., gdy to zamknięto większość skateparków powstałych wcześniej. Zmusiło to riderów do wyjścia na ulicę. Nie było to dla nich bolesne, ponieważ jak sami twierdzili „jazda na deskorolce narodziła się na ulicy i to jest jej miejsce” (ta ideologia utrzymywana jest do dziś).
Styl streetowy polega na jak najbardziej kreatywnym wykorzystaniu infrastruktury miejskiej poprzez wykonywanie trików na różnych elementach życia codziennego: poręczach, ławkach, schodach, murkach, czy też najzwyklejszym jeżdżeniu po ulicach.
Street skaterów dzielono niegdyś na „tech-dogs” (małe kółka, szerokie deski), czyli ludzi jeżdżących technicznie (jak najtrudniejsze technicznie tricki na niskich murkach, schodach), oraz „hardcore” (duże kółka), robiących tricki proste technicznie, ale za to z kilkudziesięciu schodów lub na kilkumetrowych poręczach.
Aktualnie podział ten coraz bardziej się zaciera.